# Leiderat
Leiderat ist ein männlicher Vorname, der bis zum 8. oder 9. Jahrhundert gebräuchlich war.

## Varianten
- deutsch: Leidrat
- französisch: Leidrade